# Brotli

Logo de Brotli

Brotli est une bibliothèque de compression libre à source ouverte, dont un brouillon de normalisation est déposé à l'IETF, développé par Jyrki Alakuijala et Zoltan Szabadka pour Google. Il utilise un algorithme de compression offrant une vitesse de décompression comparable à l'algorithme deflate, et un taux de compression proche de LZMA.
Brotli est basé sur une version modifiée de LZ77, le codage de Huffman et un modelage du contexte de second ordre.
Le format Brotli géré par cette bibliothèque est notamment utilisé dans la norme Web Open Font Format 2 (WOFF 2.0).

## Historique
Comme pour zopfli, un autre algorithme de compression de Google, Brotli porte le nom d'une viennoiserie suisse. C'est la transcription de Brötli (petit pain en suisse allemand)

## Support

### Navigateurs
- Mozilla Firefox ajoute le support pour 'br' dans la version 44 (sortie le 26 janvier 2016)[3].
- Microsoft Edge supporte 'br' depuis la version 15 (sortie on 5 avril 2017)[4].
- Google Chrome supporte la méthode de codage de contenu 'br' depuis la version 50 (sortie le 20 avril 2016)[5].
- Opera supporte 'br' depuis la version 38 (sortie 8 juin 2016)[5].
- Safari supporte 'br' depuis la version 11 (sortie le 5 octobre 2017).
- Plesk supporte 'br' depuis la version 18.0.33 (sortie le 26 Janvier 2021)[6].

### Serveurs web
- Pour Apache HTTP Server, la méthode de codage de contenu 'br' est supportée par le module mod_brotli depuis la version 2.4.26[7]
- Microsoft IIS a une extension de communauté IIS brotli depuis mars 2016 qui ajoute le support pour la méthode de codage de contenu 'br'.
- nginx a un module ngx_brotli fourni par Google depuis décembre 2016.
- Node.js a un module communautaire appelé shrink-ray qui ajoute le support pour 'br'.
- LiteSpeed Web Server inclus la méthode de codage de contenu 'br' pour les fichiers statiques depuis sa version 5.2, sorti en juillet 2017.
- OpenLiteSpeed introduit pour la première fois la méthode de codage de contenu 'br'  pour les fichiers statiques à partir de la version 1.4.27.

### Autres
- cURL supporte la méthode de codage de contenu 'br'  depuis version 7.57, sortie le 29 novembre 2017[8].

## Liens Externes
- Dépôt Git
- Spécifications RFC 7932